# Periaeschna mira
Periaeschna mira är en trollsländeart som beskrevs av Navás 1936. Periaeschna mira ingår i släktet Periaeschna och familjen mosaiktrollsländor. Inga underarter finns listade i Catalogue of Life.